# Peintures Maestria
Peintures Maestria est une entreprise familiale indépendante située à Pamiers, dans le département de l'Ariège. La société est spécialisée dans la fabrication et distribution de peintures et systèmes de peinture pour bâtiment, signalisation routière, systèmes anticorrosion et systèmes sols. Avec une production annuelle d'environ 43000 tonnes,, les produits sont distribués en France et dans tous pays.
C'est la cinquième plus importante entreprise du département au niveau du chiffre d'affaires réalisé, la troisième dans le classement de la Dépêche du Midi.

## Histoire
En 1963, à Pamiers, Paul Maes, ingénieur chimiste, met au point les premières laques glycérophtaliques prêtes à l'emploi. 
Paul Maes a passé le relais à son fils Benoit Maes. Il dirige le Groupe industriel international Maestria resté indépendant.
En janvier 2022,  Somefor Ressources, filiale de Maestria, annonce la construction d'une usine de pigments encapsulés à Pamiers, pour un investissement de 10 millions d'euros.

## Structure du groupe
Le Groupe Peintures Maestria est composé de différentes entités: recherche et développement, production, stockage, logistique, commercialisation, formation et sous-traitance.
- Alliance Maestria[12] : usine de production (Pamiers),
- Peintures Maestria[13] : commercialisation des 4 gammes « bâtiment », « système sol » et « système anticorrosion », « signalisation routière »[14].
- Maestria Signalisation : commercialisation de produits de marquage routier,
- Somefor : usine de production et commercialisation de peintures à façon pour le secteur de la grande distribution (Saint-Martin-de-Crau), acquise en 2009[11].

Seize agences sont implantées en France.
Le budget consacré à la recherche et au développement représente 3 % du chiffre d'affaires, avec une trentaine de chercheurs.
Des outils de gestion réactifs sont mis en place.

## Production de gel hydroalcoolique
Afin de contribuer à l'action contre la pandémie de Covid-19, l'entreprise a réorienté en avril 2020 une partie de son outil de production pour fabriquer 45 000 litres de gel hydroalcoolique par jour.

## Mécénat
Le trophée Peintures Maestria est organisé chaque année à l'Eco-golf Ariège-Pyrénées situé à La Bastide-de-Sérou.